# The Al Cohn Quintet Featuring Bob Brookmeyer
The Al Cohn Quintet Featuring Bob Brookmeyer è un album con Bob Brookmeyer e Al Cohn, pubblicato nel 1957 dalla Coral Records.
Il disco fu registrato a New York il 3 e 5 dicembre del 1956.

## Tracce
Lato A
1. The Lady Is a Tramp – 3:25 (Lorenz Hart, Richard Rodgers)
2. Good Spirits – 3:37 (Bob Brookmeyer)
3. A Blues Serenade – 4:23 (Vincent Grande, Jimmy Lytell, Frank Signorelli)
4. Lazy Man Stomp – 2:56 (Bob Brookmeyer)
5. Ill Wind (You're Blowin' Me No Good) – 2:50 (Harold Arlen, Ted Koehler)
6. Chloe (Song of the Swamp) – 3:38 (Neil Moret, Gus Kahn)
7. S-H-I-N-E – 3:45 (Lew Brown, Ford Dabney, Cecil Mack)
8. Back to Back – 2:37 (Al Cohn)
9. So Far so Good – 3:50 (Al Cohn)
10. Winter – 3:54 (Al Cohn)
11. I Should Care – 2:41 (Sammy Cahn, Axel Stordahl, Paul Weston)
12. Bunny Hunch – 2:39 (Bob Brookmeyer)

## Musicisti
- Bob Brookmeyer - trombone
- Al Cohn - sassofono tenore
- Mosé Allison - pianoforte
- Teddy Kotick - contrabbasso
- Nick Stabulas - batteria